# Lambert Krahe
Lambert Krahe (Düsseldorf, 1712 – 1790) è stato un architetto tedesco.
Giovane studente di pittura a Roma, si ispirò nei quadri a Marco Benefial e Raffaello.
Tornato (1756) a Düsseldorf, diresse una rinomata Galleria. La sua opera più apprezzata fu però il soffitto della biblioteca di Mannheim.
Suo figlio fu il celebre architetto Peter Joseph Krahe.